# Elezioni comunali nelle Marche del 2012
Le elezioni comunali nelle Marche del 2012 si tennero il 6 e 7 maggio (con ballottaggio il 20 e 21 maggio).

## Riepilogo sindaci eletti
Coalizione di centro-sinistra
     Coalizione di centro-destra
     Coalizione civica di centro-sinistra
     Coalizione civica di centro-destra
     Commissario prefettizio
| Provincia | Comune              | Popolazione legale (censimento 2001) | Sindaco uscente | Sindaco uscente            | Sindaco eletto | Sindaco eletto                  | Primo turno | Primo turno | Secondo turno | Secondo turno | Seggi   |
| Provincia | Comune              | Popolazione legale (censimento 2001) | Sindaco uscente | Sindaco uscente            | Sindaco eletto | Sindaco eletto                  | Voti        | %           | Voti          | %             | Seggi   |
| --------- | ------------------- | ------------------------------------ | --------------- | -------------------------- | -------------- | ------------------------------- | ----------- | ----------- | ------------- | ------------- | ------- |
| Ancona    | Fabriano            | 30 800                               |                 | Roberto Sorci (PD)         |                | Giancarlo Sagramola (PD)        | 6 575       | 38,91       | 6 962         | 55,08         | 15 / 24 |
| Ancona    | Jesi                | 39 224                               |                 | Fabiano Belcecchi (PD)     |                | Massimo Bacci (Ind.)            | 4 177       | 20,77       | 8 203         | 51,13         | 15 / 24 |
| Fermo     | Porto San Giorgio   | 15 869                               |                 | Marcella Conversano        |                | Nicola Loira (PD)               | 3 024       | 33,88       | 4 378         | 53,57         | 10 / 16 |
| Fermo     | Sant'Elpidio a Mare | 15 332                               |                 | Alessandro Mezzanotte (PD) |                | Alessio Terrenzi (Ind.)         | 2 678       | 31,11       | 4 567         | 63,59         | 10 / 16 |
| Macerata  | Civitanova Marche   | 38 299                               |                 | Massimo Mobili (Ind.)      |                | Tommaso Claudio Corvatta (Ind.) | 8 363       | 40,88       | 9 150         | 51,05         | 15 / 24 |
| Macerata  | Tolentino           | 18 649                               |                 | Luciano Ruffini (PD)       |                | Giuseppe Pezzanesi (PdL)        | 4 395       | 39,67       | 6 034         | 57,18         | 10 / 16 |

## Ancona

### Fabriano
| Candidati                     | Candidati                      | II turno             | II turno         | I turno | I turno | Liste                            | Voti   | %     | Seggi |
| Candidati                     | Candidati                      | Voti                 | %                | Voti    | %       | Liste                            | Voti   | %     | Seggi |
| ----------------------------- | ------------------------------ | -------------------- | ---------------- | ------- | ------- | -------------------------------- | ------ | ----- | ----- |
|                               | Giancarlo Sagramola ✔️ Sindaco | 6 962                | 55,08            | 6 575   | 38,91   | Partito Democratico              | 2 696  | 17,21 | 7     |
| Unione di Centro              | Giancarlo Sagramola ✔️ Sindaco | 6 962                | 55,08            | 6 575   | 38,91   | 1 676                            | 10,70  | 4     |       |
| Cresci Fabriano               | Giancarlo Sagramola ✔️ Sindaco | 6 962                | 55,08            | 6 575   | 38,91   | 1 111                            | 7,09   | 2     |       |
| Italia dei Valori             | Giancarlo Sagramola ✔️ Sindaco | 6 962                | 55,08            | 6 575   | 38,91   | 758                              | 4,84   | 1     |       |
| Federazione dei Verdi         | Giancarlo Sagramola ✔️ Sindaco | 6 962                | 55,08            | 6 575   | 38,91   | 542                              | 3,46   | 1     |       |
| Totale liste                  | Giancarlo Sagramola ✔️ Sindaco | 6 962                | 55,08            | 6 575   | 38,91   | 6 783                            | 43,30  | 15    |       |
|                               | Urbano Urbani                  | 5 678                | 44,92            | 3 782   | 22,38   | Urbani Sindaco                   | 1 747  | 11,15 | 2     |
| Il Popolo della Libertà       | Urbano Urbani                  | 5 678                | 44,92            | 3 782   | 22,38   | 1 005                            | 6,42   | 1     |       |
| Fabriano Cambia               | Urbano Urbani                  | 5 678                | 44,92            | 3 782   | 22,38   | 579                              | 3,70   | –     |       |
| Seggio di coalizione          | Seggio di coalizione           | Seggio di coalizione | 44,92            | 3 782   | 22,38   | 1                                |        |       |       |
| Totale liste                  | Urbano Urbani                  | 5 678                | 44,92            | 3 782   | 22,38   | 3 331                            | 21,27  | 3     |       |
|                               | Ioselito Arcioni               | Ioselito Arcioni     | Ioselito Arcioni | 2 526   | 14,95   | Movimento 5 Stelle               | 2 176  | 13,89 | 1     |
| Seggio di coalizione          | Seggio di coalizione           | Seggio di coalizione | Ioselito Arcioni | 2 526   | 14,95   | 1                                |        |       |       |
|                               | Marco Ottaviani                | Marco Ottaviani      | Marco Ottaviani  | 2 098   | 12,42   | Polo 3.0                         | 1 479  | 9,44  | 1     |
| Noi Centro                    | Marco Ottaviani                | Marco Ottaviani      | Marco Ottaviani  | 2 098   | 12,42   | 153                              | 0,98   | –     |       |
| Seggio di coalizione          | Seggio di coalizione           | Seggio di coalizione | Marco Ottaviani  | 2 098   | 12,42   | 1                                |        |       |       |
| Totale liste                  | Marco Ottaviani                | Marco Ottaviani      | Marco Ottaviani  | 2 098   | 12,42   | 1 632                            | 10,42  | 1     |       |
|                               | Emanuele Rossi                 | Emanuele Rossi       | Emanuele Rossi   | 1 074   | 6,36    | Sinistra Ecologia Libertà        | 932    | 5,95  | –     |
| Seggio di coalizione          | Seggio di coalizione           | Seggio di coalizione | Emanuele Rossi   | 1 074   | 6,36    | 1                                |        |       |       |
|                               | Renato Paoletti                | Renato Paoletti      | Renato Paoletti  | 743     | 4,40    | Lista Paoletti                   | 370    | 2,36  | –     |
| Federazione della Sinistra    | Renato Paoletti                | Renato Paoletti      | Renato Paoletti  | 743     | 4,40    | 356                              | 2,27   | –     |       |
| Totale liste                  | Renato Paoletti                | Renato Paoletti      | Renato Paoletti  | 743     | 4,40    | 726                              | 4,63   | –     |       |
|                               | Youri Venturelli               | Youri Venturelli     | Youri Venturelli | 98      | 0,58    | Partito Comunista dei Lavoratori | 84     | 0,54  | –     |
| Totale                        | Totale                         | 12 640               | 100              | 16 896  | 100     |                                  | 15 664 | 100   | 24    |
|                               |                                |                      |                  |         |         |                                  |        |       |       |
| Schede bianche                | Schede bianche                 | 210                  | 1,56             | 171     | 0,97    |                                  |        |       |       |
| Schede nulle                  | Schede nulle                   | 593                  | 4,41             | 576     | 3,26    |                                  |        |       |       |
| Votanti                       | Votanti                        | 13 443               | 53,16            | 17 643  | 69,77   |                                  |        |       |       |
| Elettori                      | Elettori                       | 25 288               |                  | 25 288  |         |                                  |        |       |       |
|                               |                                |                      |                  |         |         |                                  |        |       |       |
| Fonte: Ministero dell'interno |                                |                      |                  |         |         |                                  |        |       |       |

### Jesi
| Candidati                      | Candidati                | II turno             | II turno           | I turno | I turno | Liste                   | Voti   | %     | Seggi |
| Candidati                      | Candidati                | Voti                 | %                  | Voti    | %       | Liste                   | Voti   | %     | Seggi |
| ------------------------------ | ------------------------ | -------------------- | ------------------ | ------- | ------- | ----------------------- | ------ | ----- | ----- |
|                                | Massimo Bacci ✔️ Sindaco | 8 203                | 51,13              | 4 177   | 20,77   | Jesiamo                 | 2 073  | 11,33 | 8     |
| Patto X Jesi                   | Massimo Bacci ✔️ Sindaco | 8 203                | 51,13              | 4 177   | 20,77   | 1 030                   | 5,63   | 4     |       |
| Totale liste                   | Massimo Bacci ✔️ Sindaco | 8 203                | 51,13              | 4 177   | 20,77   | 3 103                   | 16,96  | 12    |       |
|                                | Augusto Melappioni       | 7 840                | 48,87              | 8 292   | 41,23   | Partito Democratico     | 5 436  | 29,70 | 5     |
| Italia dei Valori              | Augusto Melappioni       | 7 840                | 48,87              | 8 292   | 41,23   | 924                     | 5,05   | 1     |       |
| Sinistra Ecologia Libertà      | Augusto Melappioni       | 7 840                | 48,87              | 8 292   | 41,23   | 594                     | 3,25   | –     |       |
| Partito Socialista Italiano    | Augusto Melappioni       | 7 840                | 48,87              | 8 292   | 41,23   | 555                     | 3,03   | –     |       |
| Partito Repubblicano Italiano  | Augusto Melappioni       | 7 840                | 48,87              | 8 292   | 41,23   | 470                     | 2,57   | –     |       |
| Partito dei Comunisti Italiani | Augusto Melappioni       | 7 840                | 48,87              | 8 292   | 41,23   | 406                     | 2,22   | –     |       |
| Seggio di coalizione           | Seggio di coalizione     | Seggio di coalizione | 48,87              | 8 292   | 41,23   | 1                       |        |       |       |
| Totale liste                   | Augusto Melappioni       | 7 840                | 48,87              | 8 292   | 41,23   | 8 385                   | 45,82  | 6     |       |
|                                | Massimo Gianangeli       | Massimo Gianangeli   | Massimo Gianangeli | 3 588   | 17,84   | Movimento 5 Stelle      | 3 210  | 17,54 | 1     |
| Seggio di coalizione           | Seggio di coalizione     | Seggio di coalizione | Massimo Gianangeli | 3 588   | 17,84   | 1                       |        |       |       |
|                                | Paolo Marcozzi           | Paolo Marcozzi       | Paolo Marcozzi     | 1 288   | 6,40    | Il Popolo della Libertà | 1 195  | 6,53  | –     |
|                                | Marco Giampaoletti       | Marco Giampaoletti   | Marco Giampaoletti | 1 202   | 5,98    | Insieme Civico (A)      | 746    | 4,08  | 2     |
| Noi Centro                     | Marco Giampaoletti       | Marco Giampaoletti   | Marco Giampaoletti | 1 202   | 5,98    | 235                     | 1,28   | –     |       |
| Partito Popolare               | Marco Giampaoletti       | Marco Giampaoletti   | Marco Giampaoletti | 1 202   | 5,98    | 80                      | 0,44   | –     |       |
| Seggio di coalizione           | Seggio di coalizione     | Seggio di coalizione | Marco Giampaoletti | 1 202   | 5,98    | 1                       |        |       |       |
| Totale liste                   | Marco Giampaoletti       | Marco Giampaoletti   | Marco Giampaoletti | 1 202   | 5,98    | 1 061                   | 5,80   | 2     |       |
|                                | Daniela Cesarini         | Daniela Cesarini     | Daniela Cesarini   | 918     | 4,56    | Rifondazione Comunista  | 736    | 4,02  | –     |
|                                | Paolo Cesaretti          | Paolo Cesaretti      | Paolo Cesaretti    | 419     | 2,08    | Unione di Centro        | 392    | 2,14  | –     |
|                                | Michela Pergolini        | Michela Pergolini    | Michela Pergolini  | 226     | 1,12    | Lega Nord               | 219    | 1,20  | –     |
| Totale                         | Totale                   | 16 043               | 100                | 20 110  | 100     |                         | 18 301 | 100   | 24    |
|                                |                          |                      |                    |         |         |                         |        |       |       |
| Schede bianche                 | Schede bianche           | 197                  | 1,18               | 262     | 1,24    |                         |        |       |       |
| Schede nulle                   | Schede nulle             | 399                  | 2,40               | 704     | 3,34    |                         |        |       |       |
| Votanti                        | Votanti                  | 16 639               | 50,62              | 21 076  | 64,12   |                         |        |       |       |
| Elettori                       | Elettori                 | 32 872               |                    | 32 872  |         |                         |        |       |       |
|                                |                          |                      |                    |         |         |                         |        |       |       |
| Fonte: Ministero dell'interno  |                          |                      |                    |         |         |                         |        |       |       |

- La lista contrassegnata con la lettera A è apparentata al secondo turno con il candidato sindaco Massimo Bacci.

## Fermo

### Porto San Giorgio
| Candidati                      | Candidati               | II turno              | II turno              | I turno | I turno | Liste                                    | Voti  | %     | Seggi |
| Candidati                      | Candidati               | Voti                  | %                     | Voti    | %       | Liste                                    | Voti  | %     | Seggi |
| ------------------------------ | ----------------------- | --------------------- | --------------------- | ------- | ------- | ---------------------------------------- | ----- | ----- | ----- |
|                                | Nicola Loira ✔️ Sindaco | 4 378                 | 53,57                 | 3 024   | 33,88   | Partito Democratico                      | 1 417 | 18,07 | 6     |
| Porto San Giorgio al Centro    | Nicola Loira ✔️ Sindaco | 4 378                 | 53,57                 | 3 024   | 33,88   | 434                                      | 5,54  | 2     |       |
| Sinistra Ecologia Libertà      | Nicola Loira ✔️ Sindaco | 4 378                 | 53,57                 | 3 024   | 33,88   | 377                                      | 4,81  | 1     |       |
| Partito dei Comunisti Italiani | Nicola Loira ✔️ Sindaco | 4 378                 | 53,57                 | 3 024   | 33,88   | 212                                      | 2,70  | 1     |       |
| Totale liste                   | Nicola Loira ✔️ Sindaco | 4 378                 | 53,57                 | 3 024   | 33,88   | 2 440                                    | 31,12 | 10    |       |
|                                | Andrea Agostini         | 3 795                 | 46,43                 | 2 801   | 31,38   | Viva San Giorgio                         | 846   | 10,79 | 1     |
| Senso Civico                   | Andrea Agostini         | 3 795                 | 46,43                 | 2 801   | 31,38   | 518                                      | 6,61  | 1     |       |
| Nuova Prospettiva              | Andrea Agostini         | 3 795                 | 46,43                 | 2 801   | 31,38   | 493                                      | 6,29  | –     |       |
| Uniti per la Città             | Andrea Agostini         | 3 795                 | 46,43                 | 2 801   | 31,38   | 388                                      | 4,95  | –     |       |
| La Città che Ami               | Andrea Agostini         | 3 795                 | 46,43                 | 2 801   | 31,38   | 321                                      | 4,09  | –     |       |
| Seggio di coalizione           | Seggio di coalizione    | Seggio di coalizione  | 46,43                 | 2 801   | 31,38   | 1                                        |       |       |       |
| Totale liste                   | Andrea Agostini         | 3 795                 | 46,43                 | 2 801   | 31,38   | 2 566                                    | 32,73 | 2     |       |
|                                | Roberto Mandolesi       | Roberto Mandolesi     | Roberto Mandolesi     | 2 020   | 22,63   | Il Popolo della Libertà                  | 917   | 11,69 | 2     |
| Lista Civica Mandolesi         | Roberto Mandolesi       | Roberto Mandolesi     | Roberto Mandolesi     | 2 020   | 22,63   | 349                                      | 4,45  | –     |       |
| Socialisti                     | Roberto Mandolesi       | Roberto Mandolesi     | Roberto Mandolesi     | 2 020   | 22,63   | 234                                      | 2,98  | –     |       |
| Democrazia Cristiana           | Roberto Mandolesi       | Roberto Mandolesi     | Roberto Mandolesi     | 2 020   | 22,63   | 227                                      | 2,90  | –     |       |
| San Giorgio Libera             | Roberto Mandolesi       | Roberto Mandolesi     | Roberto Mandolesi     | 2 020   | 22,63   | 201                                      | 2,56  | –     |       |
| Seggio di coalizione           | Seggio di coalizione    | Seggio di coalizione  | Roberto Mandolesi     | 2 020   | 22,63   | 1                                        |       |       |       |
| Totale liste                   | Roberto Mandolesi       | Roberto Mandolesi     | Roberto Mandolesi     | 2 020   | 22,63   | 1 928                                    | 24,59 | 2     |       |
|                                | Antonella Capriotti     | Antonella Capriotti   | Antonella Capriotti   | 590     | 6,61    | Movimento 5 Stelle                       | 469   | 5,98  | –     |
|                                | Daniele Strovegli       | Daniele Strovegli     | Daniele Strovegli     | 353     | 3,96    | Italia dei Valori - Città Solidale       | 204   | 2,60  | –     |
| Art. 1 Lavoro                  | Daniele Strovegli       | Daniele Strovegli     | Daniele Strovegli     | 353     | 3,96    | 70                                       | 0,89  | –     |       |
| Totale liste                   | Daniele Strovegli       | Daniele Strovegli     | Daniele Strovegli     | 353     | 3,96    | 274                                      | 3,49  | –     |       |
|                                | Paolo Pennente          | Paolo Pennente        | Paolo Pennente        | 83      | 0,93    | Partito della Rifondazione Comunista     | 124   | 1,58  | –     |
|                                | Francesco Della Barca   | Francesco Della Barca | Francesco Della Barca | 54      | 0,61    | Rinascita Italiana per Porto San Giorgio | 40    | 0,51  | –     |
| Totale                         | Totale                  | 8 173                 | 100                   | 8 925   | 100     |                                          | 7 841 | 100   | 16    |
|                                |                         |                       |                       |         |         |                                          |       |       |       |
| Schede bianche                 | Schede bianche          | 110                   | 1,30                  | 110     | 1,16    |                                          |       |       |       |
| Schede nulle                   | Schede nulle            | 157                   | 1,86                  | 444     | 4,68    |                                          |       |       |       |
| Votanti                        | Votanti                 | 8 440                 | 59,62                 | 9 479   | 66,96   |                                          |       |       |       |
| Elettori                       | Elettori                | 14 156                |                       | 14 156  |         |                                          |       |       |       |
|                                |                         |                       |                       |         |         |                                          |       |       |       |
| Fonte: Ministero dell'interno  |                         |                       |                       |         |         |                                          |       |       |       |

### Sant'Elpidio a Mare
| Candidati                     | Candidati                   | II turno             | II turno          | I turno | I turno | Liste                       | Voti  | %     | Seggi |
| Candidati                     | Candidati                   | Voti                 | %                 | Voti    | %       | Liste                       | Voti  | %     | Seggi |
| ----------------------------- | --------------------------- | -------------------- | ----------------- | ------- | ------- | --------------------------- | ----- | ----- | ----- |
|                               | Alessio Terrenzi ✔️ Sindaco | 4 567                | 63,59             | 2 678   | 31,11   | Partecipazione Democratica  | 852   | 11,51 | 4     |
| Democratici Popolari          | Alessio Terrenzi ✔️ Sindaco | 4 567                | 63,59             | 2 678   | 31,11   | 750                         | 10,13 | 3     |       |
| Italia dei Valori             | Alessio Terrenzi ✔️ Sindaco | 4 567                | 63,59             | 2 678   | 31,11   | 665                         | 8,99  | 3     |       |
| Totale liste                  | Alessio Terrenzi ✔️ Sindaco | 4 567                | 63,59             | 2 678   | 31,11   | 2 267                       | 30,63 | 10    |       |
|                               | Paride Zallocco             | 2 615                | 36,41             | 2 184   | 25,37   | Partito Democratico         | 1 136 | 15,35 | 2     |
| Unione di Centro              | Paride Zallocco             | 2 615                | 36,41             | 2 184   | 25,37   | 362                         | 4,89  | –     |       |
| Partito Socialista Italiano   | Paride Zallocco             | 2 615                | 36,41             | 2 184   | 25,37   | 275                         | 3,72  | –     |       |
| Alleanza per l'Italia         | Paride Zallocco             | 2 615                | 36,41             | 2 184   | 25,37   | 168                         | 2,27  | –     |       |
| Seggio di coalizione          | Seggio di coalizione        | Seggio di coalizione | 36,41             | 2 184   | 25,37   | 1                           |       |       |       |
| Totale liste                  | Paride Zallocco             | 2 615                | 36,41             | 2 184   | 25,37   | 1 941                       | 26,23 | 2     |       |
|                               | Alberto Valentini           | Alberto Valentini    | Alberto Valentini | 2 014   | 23,39   | Il Popolo della Libertà     | 1 117 | 15,09 | 1     |
| Voltiamo Pagina               | Alberto Valentini           | Alberto Valentini    | Alberto Valentini | 2 014   | 23,39   | 401                         | 5,42  | –     |       |
| Unione Popolare               | Alberto Valentini           | Alberto Valentini    | Alberto Valentini | 2 014   | 23,39   | 287                         | 3,88  | –     |       |
| Lega Elpidiense               | Alberto Valentini           | Alberto Valentini    | Alberto Valentini | 2 014   | 23,39   | 12                          | 0,16  | –     |       |
| Seggio di coalizione          | Seggio di coalizione        | Seggio di coalizione | Alberto Valentini | 2 014   | 23,39   | 1                           |       |       |       |
| Totale liste                  | Alberto Valentini           | Alberto Valentini    | Alberto Valentini | 2 014   | 23,39   | 1 817                       | 24,55 | 1     |       |
|                               | Rossano Orsili              | Rossano Orsili       | Rossano Orsili    | 894     | 10,38   | Forza Giovani               | 331   | 4,47  | –     |
| Alleanza Comunale             | Rossano Orsili              | Rossano Orsili       | Rossano Orsili    | 894     | 10,38   | 322                         | 4,35  | –     |       |
| Seggio di coalizione          | Seggio di coalizione        | Seggio di coalizione | Rossano Orsili    | 894     | 10,38   | 1                           |       |       |       |
| Totale liste                  | Rossano Orsili              | Rossano Orsili       | Rossano Orsili    | 894     | 10,38   | 653                         | 8,82  | –     |       |
|                               | Roberto Sabbatini           | Roberto Sabbatini    | Roberto Sabbatini | 378     | 4,39    | Movimento 5 Stelle          | 302   | 4,08  | –     |
|                               | Marco Mariani               | Marco Mariani        | Marco Mariani     | 295     | 3,43    | L'Aurora a Sette Stelle (A) | 255   | 3,45  | –     |
|                               | Riccardo Platano            | Riccardo Platano     | Riccardo Platano  | 166     | 1,93    | Sinistra Ecologia Libertà   | 166   | 2,24  | –     |
| Totale                        | Totale                      | 7 182                | 100               | 8 609   | 100     |                             | 7 401 | 100   | 16    |
|                               |                             |                      |                   |         |         |                             |       |       |       |
| Schede bianche                | Schede bianche              | 128                  | 1,71              | 184     | 2,02    |                             |       |       |       |
| Schede nulle                  | Schede nulle                | 185                  | 2,47              | 327     | 3,59    |                             |       |       |       |
| Votanti                       | Votanti                     | 7 495                | 52,35             | 9 120   | 63,70   |                             |       |       |       |
| Elettori                      | Elettori                    | 14 316               |                   | 14 316  |         |                             |       |       |       |
|                               |                             |                      |                   |         |         |                             |       |       |       |
| Fonte: Ministero dell'interno |                             |                      |                   |         |         |                             |       |       |       |

- La lista contrassegnata con la lettera A è apparentata al secondo turno con il candidato sindaco Paride Zallocco.

## Macerata

### Civitanova Marche
| Candidati                     | Candidati                           | II turno             | II turno          | I turno | I turno | Liste                     | Voti   | %     | Seggi |
| Candidati                     | Candidati                           | Voti                 | %                 | Voti    | %       | Liste                     | Voti   | %     | Seggi |
| ----------------------------- | ----------------------------------- | -------------------- | ----------------- | ------- | ------- | ------------------------- | ------ | ----- | ----- |
|                               | Tommaso Claudio Corvatta ✔️ Sindaco | 9 150                | 51,05             | 8 363   | 40,88   | Partito Democratico       | 3 376  | 18,21 | 8     |
| Uniti per Cambiare            | Tommaso Claudio Corvatta ✔️ Sindaco | 9 150                | 51,05             | 8 363   | 40,88   | 1 340                     | 7,23   | 3     |       |
| La Nuova Città                | Tommaso Claudio Corvatta ✔️ Sindaco | 9 150                | 51,05             | 8 363   | 40,88   | 1 082                     | 5,84   | 2     |       |
| Federazione della Sinistra    | Tommaso Claudio Corvatta ✔️ Sindaco | 9 150                | 51,05             | 8 363   | 40,88   | 716                       | 3,86   | 1     |       |
| Italia dei Valori             | Tommaso Claudio Corvatta ✔️ Sindaco | 9 150                | 51,05             | 8 363   | 40,88   | 703                       | 3,79   | 1     |       |
| Sinistra Ecologia Libertà     | Tommaso Claudio Corvatta ✔️ Sindaco | 9 150                | 51,05             | 8 363   | 40,88   | 272                       | 1,47   | –     |       |
| Totale liste                  | Tommaso Claudio Corvatta ✔️ Sindaco | 9 150                | 51,05             | 8 363   | 40,88   | 7 489                     | 40,40  | 15    |       |
|                               | Massimo Mobili                      | 8 773                | 48,95             | 8 375   | 40,94   | Il Popolo della Libertà   | 2 845  | 15,35 | 2     |
| Insieme per Civitanova        | Massimo Mobili                      | 8 773                | 48,95             | 8 375   | 40,94   | 2 128                     | 11,48  | 2     |       |
| Libera                        | Massimo Mobili                      | 8 773                | 48,95             | 8 375   | 40,94   | 1 585                     | 8,55   | 1     |       |
| Vince Civitanova              | Massimo Mobili                      | 8 773                | 48,95             | 8 375   | 40,94   | 1 245                     | 6,72   | 1     |       |
| Lega Nord                     | Massimo Mobili                      | 8 773                | 48,95             | 8 375   | 40,94   | 90                        | 0,49   | –     |       |
| Seggio di coalizione          | Seggio di coalizione                | Seggio di coalizione | 48,95             | 8 375   | 40,94   | 1                         |        |       |       |
| Totale liste                  | Massimo Mobili                      | 8 773                | 48,95             | 8 375   | 40,94   | 7 893                     | 42,58  | 6     |       |
|                               | Mirella Emiliozzi                   | Mirella Emiliozzi    | Mirella Emiliozzi | 2 450   | 11,98   | Movimento 5 Stelle        | 2 001  | 10,79 | 1     |
| Seggio di coalizione          | Seggio di coalizione                | Seggio di coalizione | Mirella Emiliozzi | 2 450   | 11,98   | 1                         |        |       |       |
|                               | Luisella Cellini                    | Luisella Cellini     | Luisella Cellini  | 749     | 3,66    | Primo Polo per Civitanova | 343    | 1,85  | –     |
| Futuro e Libertà              | Luisella Cellini                    | Luisella Cellini     | Luisella Cellini  | 749     | 3,66    | 332                       | 1,79   | –     |       |
| Totale liste                  | Luisella Cellini                    | Luisella Cellini     | Luisella Cellini  | 749     | 3,66    | 675                       | 3,64   | –     |       |
|                               | Laura Ruggeri                       | Laura Ruggeri        | Laura Ruggeri     | 518     | 2,53    | Unione di Centro          | 480    | 2,59  | –     |
| Totale                        | Totale                              | 17 923               | 100               | 20 455  | 100     |                           | 18 538 | 100   | 24    |
|                               |                                     |                      |                   |         |         |                           |        |       |       |
| Schede bianche                | Schede bianche                      | 171                  | 0,92              | 266     | 1,25    |                           |        |       |       |
| Schede nulle                  | Schede nulle                        | 406                  | 2,19              | 642     | 3,01    |                           |        |       |       |
| Votanti                       | Votanti                             | 18 500               | 55,00             | 21 363  | 63,51   |                           |        |       |       |
| Elettori                      | Elettori                            | 33 638               |                   | 33 638  |         |                           |        |       |       |
|                               |                                     |                      |                   |         |         |                           |        |       |       |
| Fonte: Ministero dell'interno |                                     |                      |                   |         |         |                           |        |       |       |

### Tolentino
| Candidati                     | Candidati                     | II turno              | II turno              | I turno | I turno | Liste                          | Voti  | %     | Seggi |
| Candidati                     | Candidati                     | Voti                  | %                     | Voti    | %       | Liste                          | Voti  | %     | Seggi |
| ----------------------------- | ----------------------------- | --------------------- | --------------------- | ------- | ------- | ------------------------------ | ----- | ----- | ----- |
|                               | Giuseppe Pezzanesi ✔️ Sindaco | 6 034                 | 57,18                 | 4 395   | 39,67   | Il Popolo della Libertà        | 1 935 | 20,62 | 7     |
| Tolentino nel Cuore           | Giuseppe Pezzanesi ✔️ Sindaco | 6 034                 | 57,18                 | 4 395   | 39,67   | 487                            | 5,19  | 1     |       |
| Democrazia Cristiana          | Giuseppe Pezzanesi ✔️ Sindaco | 6 034                 | 57,18                 | 4 395   | 39,67   | 453                            | 4,83  | 1     |       |
| Lega Nord                     | Giuseppe Pezzanesi ✔️ Sindaco | 6 034                 | 57,18                 | 4 395   | 39,67   | 300                            | 3,20  | 1     |       |
| Totale liste                  | Giuseppe Pezzanesi ✔️ Sindaco | 6 034                 | 57,18                 | 4 395   | 39,67   | 3 175                          | 33,83 | 10    |       |
|                               | Francesco Comi                | 4 518                 | 42,82                 | 4 298   | 38,80   | Partito Democratico            | 2 248 | 23,96 | 4     |
| Italia dei Valori             | Francesco Comi                | 4 518                 | 42,82                 | 4 298   | 38,80   | 419                            | 4,47  | –     |       |
| Sinistra per Tolentino        | Francesco Comi                | 4 518                 | 42,82                 | 4 298   | 38,80   | 366                            | 3,90  | –     |       |
| Città Futura                  | Francesco Comi                | 4 518                 | 42,82                 | 4 298   | 38,80   | 333                            | 3,55  | –     |       |
| Sinistra Ecologia Libertà     | Francesco Comi                | 4 518                 | 42,82                 | 4 298   | 38,80   | 286                            | 3,05  | –     |       |
| Partito Socialista Italiano   | Francesco Comi                | 4 518                 | 42,82                 | 4 298   | 38,80   | 264                            | 2,81  | –     |       |
| 100 Città                     | Francesco Comi                | 4 518                 | 42,82                 | 4 298   | 38,80   | 131                            | 1,40  | –     |       |
| Seggio di coalizione          | Seggio di coalizione          | Seggio di coalizione  | 42,82                 | 4 298   | 38,80   | 1                              |       |       |       |
| Totale liste                  | Francesco Comi                | 4 518                 | 42,82                 | 4 298   | 38,80   | 4 047                          | 43,13 | 4     |       |
|                               | Gian-Mario Mercorelli         | Gian-Mario Mercorelli | Gian-Mario Mercorelli | 1 470   | 13,27   | Movimento 5 Stelle             | 1 251 | 13,33 | –     |
| Seggio di coalizione          | Seggio di coalizione          | Seggio di coalizione  | Gian-Mario Mercorelli | 1 470   | 13,27   | 1                              |       |       |       |
|                               | Fausto Domenicucci            | Fausto Domenicucci    | Fausto Domenicucci    | 538     | 4,86    | Voce alla Città                | 480   | 5,12  | –     |
|                               | Andrea Passacantando          | Andrea Passacantando  | Andrea Passacantando  | 377     | 3,40    | Unione di Centro - W Tolentino | 431   | 4,59  | –     |
| Totale                        | Totale                        | 10 552                | 100                   | 11 078  | 100     |                                | 9 384 | 100   | 16    |
|                               |                               |                       |                       |         |         |                                |       |       |       |
| Schede bianche                | Schede bianche                | 130                   | 1,19                  | 94      | 0,82    |                                |       |       |       |
| Schede nulle                  | Schede nulle                  | 229                   | 2,10                  | 298     | 2,60    |                                |       |       |       |
| Votanti                       | Votanti                       | 10 911                | 65,49                 | 11 470  | 68,84   |                                |       |       |       |
| Elettori                      | Elettori                      | 16 661                |                       | 16 661  |         |                                |       |       |       |
|                               |                               |                       |                       |         |         |                                |       |       |       |
| Fonte: Ministero dell'interno |                               |                       |                       |         |         |                                |       |       |       |